# Champ Car Series 1993
De Champ Car Series 1993 was het vijftiende CART kampioenschap dat gehouden werd tussen 1979 en 2007. Het werd gewonnen door Nigel Mansell, die na een lange carrière in de Formule 1 de overstap had gemaakt naar het Champ Car kampioenschap. De Indianapolis 500 race werd gewonnen door Emerson Fittipaldi. Nederlander Arie Luyendyk werd achtste in de eindstand van het kampioenschap.

## Races
|    | Datum        | Circuit                         | Winnaar            | Tweede             | Derde              | Pole position      |
| 1  | 21 maart     | Surfers Paradise                | Nigel Mansell      | Emerson Fittipaldi | Robby Gordon       | Nigel Mansell      |
| 2  | 4 april      | Phoenix International Raceway   | Mario Andretti     | Raul Boesel        | Jimmy Vasser       | Scott Goodyear     |
| 3  | 18 april     | Stratencircuit Long Beach       | Paul Tracy         | Bobby Rahal        | Nigel Mansell      | Nigel Mansell      |
| 4  | 30 mei       | Indianapolis Motor Speedway     | Emerson Fittipaldi | Arie Luyendyk      | Nigel Mansell      | Arie Luyendyk      |
| 5  | 6 juni       | Milwaukee Mile                  | Nigel Mansell      | Raul Boesel        | Emerson Fittipaldi | Raul Boesel        |
| 6  | 13 juni      | Belle Isle Park                 | Danny Sullivan     | Raul Boesel        | Mario Andretti     | Nigel Mansell      |
| 7  | 27 juni      | Portland International Raceway  | Emerson Fittipaldi | Nigel Mansell      | Paul Tracy         | Nigel Mansell      |
| 8  | 11 juli      | Cleveland                       | Paul Tracy         | Emerson Fittipaldi | Nigel Mansell      | Paul Tracy         |
| 9  | 18 juli      | Stratencircuit Toronto          | Paul Tracy         | Emerson Fittipaldi | Danny Sullivan     | Emerson Fittipaldi |
| 10 | 1 augustus   | Michigan International Speedway | Nigel Mansell      | Mario Andretti     | Arie Luyendyk      | Mario Andretti     |
| 11 | 8 augustus   | New Hampshire Motor Speedway    | Nigel Mansell      | Paul Tracy         | Emerson Fittipaldi | Nigel Mansell      |
| 12 | 22 augustus  | Road America                    | Paul Tracy         | Nigel Mansell      | Bobby Rahal        | Paul Tracy         |
| 13 | 29 augustus  | Stratencircuit Vancouver        | Al Unser Jr.       | Bobby Rahal        | Stefan Johansson   | Scott Goodyear     |
| 14 | 12 september | Mid-Ohio Sports Car Course      | Emerson Fittipaldi | Robby Gordon       | Scott Goodyear     | Nigel Mansell      |
| 15 | 19 september | Nazareth Speedway               | Nigel Mansell      | Scott Goodyear     | Paul Tracy         | Nigel Mansell      |
| 16 | 3 oktober    | Laguna Seca                     | Paul Tracy         | Emerson Fittipaldi | Arie Luyendyk      | Emerson Fittipaldi |

## Eindrangschikking (Top 10)
| Rank | Rijder             | Ptn |
| ---- | ------------------ | --- |
| 1.   | Nigel Mansell      | 191 |
| 2.   | Emerson Fittipaldi | 183 |
| 3.   | Paul Tracy         | 157 |
| 4.   | Bobby Rahal        | 133 |
| 5.   | Raul Boesel        | 132 |
| 6.   | Michael Andretti   | 117 |
| 7.   | Al Unser Jr.       | 100 |
| 8.   | Arie Luyendyk      | 90  |
| 9.   | Scott Goodyear     | 86  |
| 10.  | Robby Gordon       | 84  |

1979 · 
1980 ·
1981 ·
1982 ·
1983 ·
1984 ·
1985 ·
1986 ·
1987 ·
1988 ·
1989 ·
1990 ·
1991 ·
1992 ·
1993 ·
1994 ·
1995 ·
1996 ·
1997 ·
1998 ·
1999 ·
2000 ·
2001 ·
2002 ·
2003 ·
2004 ·
2005 ·
2006 ·
2007